# Премія Кандинського
Премія Кандинського — премія, встановлена в 2007 році російським культурним фондом «Артхроника» (Москва), найбільша художня премія Росії.
Загальний призовий фонд становить 55 тисяч євро, з яких 40 тисяч отримує переможець номінації «Кращий художник року». 10 тисяч євро призначено для переможця номінації «Медіа-арт проєкт року», ще 5 тисяч євро призначені на приз глядацьких симпатій. «Кращий молодий художник» отримає поїздку до Флоренції.
Засновники премії ставили за мету розвиток російського сучасного мистецтва, виявлення нових  проєктів і художників, визначення основних тенденцій художнього процесу, вплив на його культурно-естетичний зміст, залучення нових осіб та зміцнення позицій на світовій сцені.